# آشوت آرزومانیان (نثرنویس)
آشوت آرزومانیان (ارمنی: Աշոտ Մարտիրոսի Արզումանյան؛  زادهٔ ۲۹ مهٔ ۱۹۱۳ - درگذشته ۱۹۹۵) نثرنویس و روزنامه‌نگار اهل ارمنستان بود.

## زندگی‌نامه
وی در ۲۹ مهٔ ۱۹۱۳ در شوشی به دنیا آمد و از دانشگاه پلی‌تکنیک ارمنستان (۱۹۳۶) فارغ‌التحصیل گشت. وی عضو اتحادیه نویسندگان شوروی بود و در hy:ՀՀ ԳԱԱ պատմության ինստիտուտ, آوانگارد, سُوتاکان هایاستان و hy:ՀՀ ԳԱԱ գրականության ինստիտուտ فعالیت می‌کرد. همچنین برندهٔ جوایزی همچون چهره هنری شایسته ارمنستان شوروی شده‌است. وی در ۱۹۹۵ در سن ۸۲ سالگی در مسکو درگذشت.